# Maderas del Carmen
Koordinaten: 29° 4′ N, 102° 37′ W
Der mexikanische Naturpark Maderas del Carmen und auch der Canon de Santa Elena wurde am 7. November 1994 vom mexikanischen Präsidenten Carlos Salinas de Gortari zum Nationalpark erklärt.
Als der Big Bend National Park der USA 1935 errichtet wurde, gab es in Mexiko Bestrebungen von einzelnen Personen und Organisation auch das Gebiet des Santa Elena Canyon in Chihuahua und die Sierra del Carmen zu schützen, die gegenüber dem Big Bend-Park am Rio Grande liegen. Doch unterschiedliche Auffassungen, kulturelle Differenzen und politische und wirtschaftliche Interessen in Mexiko verhinderten die Schaffung dieses geschützten Gebietes. Dies änderte sich in den 1990er Jahren mit der Idee einen internationalen Peace Park zu schaffen. Dieser wurde ähnlich dem US-amerikanischen Modell des Naturschutzes konzipiert und sollte ein sogenannter sister park bzw. bi-national park werden. Jedes Land sollte weiterhin seinen eigenen Managementplan zum Schutz der Öko-Systeme verfolgen und kooperieren. Seit April 2013 ist der Grenzübergang in die USA wieder geöffnet. Er war Anfang 2002 in Folge der Terroranschläge am 11. September 2001 geschlossen worden. Der Übergang kann nur zu Fuß durch das flache Wasser des Grenzflusses oder mit einer Personenfähre benutzt werden. Ranger des National Park Service sind am Übergang präsent, die Grenzkontrolle wird durch Agenten der U.S. Customs and Border Protection im rund 500 km entfernten El Paso ausgeübt, denen die Pässe der Einreisenden durch Kameras und Scanner vorgelegt werden.